# Psammisia fissilis
Psammisia fissilis är en ljungväxtart som beskrevs av A. C. Smith. Psammisia fissilis ingår i släktet Psammisia och familjen ljungväxter. Inga underarter finns listade i Catalogue of Life.